# Eric Brady
Eric Brady is een personage uit de soapserie Days of our Lives. Het personage werd op het scherm geboren op 16 oktober 1984 en de rol werd door vier kinderacteurs gespeeld. Van 1997 tot 2000 speelde Jensen Ackles de volwassen Eric. In 2012 keerde het personage terug na een lange afwezigheid, dit keer gespeeld door Greg Vaughan.

## Personagebeschrijving
Eric en zijn tweelingzus Sami werden geboren in 1984 en zijn de kinderen van Roman Brady en Marlena Evans. Later werd zijn geboortedatum verschoven naar 1977 toen zijn personage verouderd werd. Eric werd genoemd naar Romans oom Eric.
Eric leerde zijn vader pas jaren later kennen, Roman werd in 1984 dood gewaand en in 1986 kwam John Black naar Salem. Stefano DiMera had hem gehersenspoeld en liet hem denken dat hij Roman was. Iedereen trapte erin en dacht dat hij plastische chirurgie had ondergaan na zijn zware val waarbij hij dood gewaand werd. Marlena werd in 1987 door Stefano ontvoerd en iedereen dacht dat ze bij een vliegtuigcrash om het leven was gekomen. Sami, Eric en hun halfzus Carrie werden nu door Roman/John opgevoed. Later begon Roman een relatie met Isabella Toscano, die nu ook voor de kinderen zorgde. In 1991 kwam Marlena terug naar Salem, na vier jaar vast gezeten te hebben op een eiland. Kort daarna bleek kwam de echte Roman ook terug en bleek dat Roman II iemand anders was waarop hij de naam John Black aannam.
In 1992 werd de tweeling naar Colorado gestuurd om bij hun grootouders te gaan wonen. Sami keerde een jaar later terug. Eric kwam in 1997 terug naar Salem toen Roman, die opnieuw dood gewaand werd, weer opdook. Hij verzette zich tegen de verloving van John en Marlena en wilde dat zijn ouders terug samen kwamen. Hoewel hij vroeger een goede band had met Sami kon hij nu niet zo goed met haar opschieten, vanwege haar lepe plannetjes. Hij geloofde er niets van dat Sami aan geheugenverlies leed. Samen met Carrie en Mike Horton probeerde hij te ontdekken wat haar grote geheim was en op de trouwdag van Sami en Austin Reed ontdekten ze dat Lucas Roberts de vader was van Sami's zoon Will waardoor het huwelijk werd afgeblazen. Eric voelde zich schuldig omdat hij Sami verdriet had aangedaan, maar zij vergaf hem.
Kort daarna werd Eric overall gevolgd en het bleek een oude klasgenoot te zijn, Jed Fox. Eric werd beschuldigd van verkrachting, maar het bleek dat Jed de verkrachter was. Hij dreigde ermee Sami te vermoorden als Eric niet zou toegeven dat hij de verkrachter was, maar Eric kon Jed overtuigen om zijn misdaad toe te geven en verder te gaan met zijn leven.
In 1998 kwam Nicole Walker in het leven van Salem. Hij was meteen tot haar aangetrokken. Eric kreeg een baan als fotograaf voor Countess Wilhelmina en vond Nicole het ideale model. Ze werden verliefd op elkaar, maar het verleden van Nicole kwam in de weg te staan. Toen Eric zich bezighield met het proces van Sami voor de moord op Franco Kelly trouwde Nicole met Lucas nadat Kate haar daar geld voor aanbood. Erics hart werd hierdoor gebroken en hij zocht troost bij Greta Von Amberg.
Hoewel Eric en Greta veel tijd met elkaar doorbrachten en zelfs naar Parijs gingen om meer te weten te komen over het leven van prinses Gina bleef Eric met Nicole in zijn gedachten. Hij begon een verhouding met haar en toen Greta ontdekte dat Eric nog van Nicole hield verbrak ze de relatie. Toen Eric een zwaar auto-ongeval had lag hij op het randje van leven en dood, in zijn gedachten werd er een proces gehouden waarin zijn overleden stiefmoeder Isabella zijn advocaat was. Eric besloot hierna dat hij tijd werd om Salem te verlaten. Voor hij wegging vertelde hij wel aan Nicole dat hij altijd van haar zou houden.
Sindsdien is Eric niet terug naar Salem gekomen. Hij stuurde wel een brief begin 2004 toen Roman stierf (ook dit keer zou Roman later weer terug tot leven komen).
In juni 2008 werd er gezegd dat Eric een auto-ongeval had in Colorado, hoewel dat niet op het scherm kwam. Ondanks het feit dat hij niet zwaargewond was, ging Marlena een tijdje naar Colorado om bij haar zoon te zijn.
In 2012 keerde Eric terug naar Salem. Hij is nu een priester.